# Култ към герои
Култът към героите е отличителна черта на религията в Древна Гърция. В Омировите произведения, „херос“ (на старогръцки: ἥρως, hḗrōs) означава воин, участвал в Троянската война независимо на коя страна. Към времето на създаване на писмена история думата вече се употребява за мъртъв воин, чийто гроб или посветено му място за поклонение (хероон) стават предмет на религиозна почит от страна на живите, поради постигната слава приживе или славна смърт. Героят е нещо повече от обикновените хора, но не е гръцки бог, като разликата не е много ясна, например в случая на Херакъл, най-изявеният, но не и най-типичен герой.
Героите са група персонажи от митологията, които откриват нещо или научават на нещо другите хора. Появата им маркира този етап от човешката история, в който се натрупват черти, отличаващи човека като член на социум, например усвояване на оръдия на труда и развиване на обичаи и традиции. В гръцката митология герои са Кекропс – който основал Атина; Прометей – който откраднал огъня, Триптолем – който научил хората да сеят пшеница, Кадъм – който убил змея, син на Арес, Персей – който убил горгоната Медуза, Кастор и Полидевк – които показват пътя на моряците и покровителстват провеждането на игрите в древна Гърция.
Понятието за герой има голямо значение за древногръцката мисъл и е свързано с уважението и страха, които внушава смъртта и с вярата в задгробния живот. През 10 и 9 век пр.н.е. руините на големи градежи и могили, останали от бронзовата епоха, внушават на все още неграмотното население усещане за величието на изминалите епохи. Това е отразено в традицията на епоса, чийто най-ярък израз е Илиада. Възобновява се практиката на поднасяне на дарове на херооните, както свидетелстват археологическите находки от Лефканди, макар и имената на погребаните знатни мъртъвци вече да не се помнят.
Според друго определение „герой“ в религиозния смисъл на думата е човек, който след смъртта се е наредил сред безсмъртните, а явлението хероизиране търпи развитие от най-ранната архаична до елинистическата епоха.

## Древна Атина
При реформите на Клистен през 508/507 г. пр. Хр. атинските граждани са реорганизирани в десет фили вместо в четири, като всяка от десетте е наречена на името на митичен херос. Херосите са избрани от оракула в Делфи от по-широк първоначален списък, предложен от атиняните. Всеки херос бил представен от бронзова статуя на специален монумент на атинската агора (Монумент на херосите-епоними). При всеки паметник била поставена най-важната информация за всяка фила и това било обичайно място за срещи и обмен на новини.:с. 181 – 2.
| Ред  | Герой              | Фила        | Мит |
| ---- | ------------------ | ----------- | --- |
| I    | Ерехтей            | Ерехтеиди   | ранен цар на Атина, понякога бъркан с Ерихтоний; пожертвал някои от дъщерите си, за да запази града; победил елевзинския цар Евмолп; убит от Посейдон; почитан на Акропола |
| II   | Егей               | Егеиди      | ранен цар на Атина, баща на Тезей |
| III  | Пандион            | Пандиониди  | ранен цар на Атина |
| IV   | Леон               | Леонтиди    | Син на Орфей; баща на три дъщери, които се пожертвали, за да спасят града                                                                                                  |
| V    | Акамант            | Акамантиди  | Син на Тезей |
| VI   | Ойней              | Ойнеиди     | цар на Калидон; син на Дионис (?) или Пандион (?) |
| VII  | Кекропс            | Кекропиди   | син на Ерехтей и Пракситея |
| VIII | Хипотоон (Хипофой) | Хипотонтиди | син на Посейдон и Алопа |
| IX   | Аякс               | Аянтиди     | херой от Саламин; син на Теламон; паднал в битката при Троя |
| X    | Антиох             | Антиохиди   | син на Херакъл и Меда, дъщеря на Филант, цар на дриопите |